# Mario Almirante
Mario Almirante, né le 18 février 1890 à Molfetta et mort le 30 septembre 1964 à Rome, est un acteur et réalisateur italien. 

## Biographie
Mario Almirante appartient à une famille noble originaire du Molise : ses aïeux étaient ducs de Cerza Piccola (1691).
Mario Almirante est aussi le descendant d'une famille d'artistes ; son père Nunzio Almirante (1837-1906), son grand-père, Pasquale (1799-1863) ainsi que ses frères Mario, Giacomo (1875-1944), Ernesto (1877-1964), Luigi (1886-1963) ainsi que sa cousine Italia Almirante Manzini étant tous acteurs.
Il commence sa carrière au théâtre récitant à côté d'artistes comme Ruggero Ruggeri et Eleonora Duse. Il est aussi directeur de scène de diverses compagnies de théâtre.
En 1924, pour des exigences de travail, sa famille s'établit à Turin, puis à Rome. Il épouse Rita Armaroli avec laquelle il a deux enfants : Giorgio Almirante, futur célèbre secrétaire du parti de droite MSI (Movimento sociale italiano) et  Luigi Almirante. Giorgio collabore parfois avec son père comme directeur de doublage de certains films comme Dumbo (1941) et Luci della ribalta (1952).

### Le film muet
En 1919, il passe au cinéma en exerçant le métier d'acteur et de réalisateur.
Il débute en 1920 auprès de la compagnie Rodolfi Film avec le film Il marito in campagna et devient un authentique metteur-en-scène, dirigeant à diverses reprises sa cousine, Italiana, diva du cinéma italien.

### Film sonore et fin de carrière
Avec l'arrivée du cinéma sonore, il réalise des courts métrages puis en 1931, débute comme réalisateur d'un long-métrage, avec le film La stella del cinema dont il réalise le montage et dans lequel il est aussi acteur.
En 1933, il dirige le film Fanny.
Il décide de se tourner vers une nouvelle activité, en travaillant pour un établissement de doublage, créé en Italie au cours de l'été 1932 par Emilio Cecchi de la maison Cines-Pittaluga et de laquelle il est nommé direttore del doppiaggio (« directeur de doublage »).
Dans ce nouveau rôle, ses principales contributions concernent les films Dumbo et Cendrillon de Disney et Les Feux de la rampe de Charlie Chaplin. 
Il est la voix de Vladimir Sokoloff dans le film Les Conspirateurs. Il travaille aussi pour les maisons de production ENIC et la CDC.

## Filmographie partielle
Mario Almirante a réalisé 26 films entre 1920 et 1933. En 1927, il a dirigé le film La bellezza del mondo, où apparait Vittorio De Sica.

### Comme réalisateur
- 1920 : Il rosario della colpa
- 1920 : Il marito in campagna
- 1920 : Zingari
- 1920 : Il mio amante
- 1921 : La statua di carne
- 1921 : La avventure di Sfortunello Fortuna
- 1921 : La chiromante
- 1922 : Marthú che ha visto il diavolo
- 1922 : Il romanzo nero e rosa
- 1922 : La maschera del male
- 1922 : La grande passione
- 1922 : L'inafferrabile
- 1922 : Il controllore dei vagoni letti
- 1923 : La piccola parrocchia
- 1923 : Il fornaretto di Venezia
- 1923 : I due Foscari
- 1923 : L'ombra
- 1924 : L'arzigogolo
- 1926 : La bellezza del mondo
- 1928 : Il carnevale di Venezia
- 1928 : Rien que des fous (La compagnia dei matti)
- 1930 : Napoli che canta
- 1931 : La stella del cinema
- 1933 : Fanny (it)

### Comme acteur
- 1914 : L'Enquête (L'istruttoria) d'Enrico Guazzoni
- 1931 : La stella del cinema